# Mistrzostwa Europy w Lekkoatletyce 1966 – chód na 20 km mężczyzn

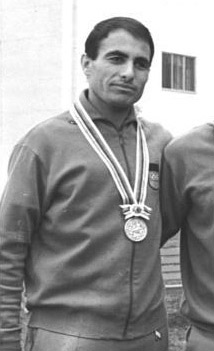
Dieter Lindner

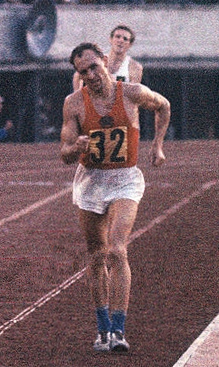
Wołodymyr Hołubnyczy

Chód na 20 kilometrów mężczyzn był jedną z konkurencji rozgrywanych podczas VIII Mistrzostw Europy w Budapeszcie. Został rozegrany 30 sierpnia 1966 roku. Zwycięzcą tej konkurencji został reprezentant NRD Dieter Lindner. W rywalizacji wzięło udział dwudziestu siedmiu zawodników z trzynastu reprezentacji.

## Rekordy
| Rekord świata     | Anatolij Wiediakow (SUN) | 1:25:58   | Moskwa, ZSRR       | 06.09.1959 |
| Rekord Europy     | Anatolij Wiediakow (SUN) | 1:25:58   | Moskwa, ZSRR       | 06.09.1959 |
| Rekord mistrzostw | Stan Vickers (GBR)       | 1:33:09,0 | Sztokholm, Szwecja | 19.08.1958 |

## Wyniki
| Miejsce | Zawodnik             | Czas      | Uwagi |
| ------- | -------------------- | --------- | ----- |
| 1       | Dieter Lindner       | 1:29:25,0 | CR    |
| 2       | Wołodymyr Hołubnyczy | 1:30:06,0 |       |
| 3       | Mykoła Smaha         | 1:30:18,0 |       |
| 4       | Gerhard Sperling     | 1:31:25,8 |       |
| 5       | Anatolij Wiediakow   | 1:32:00,8 |       |
| 6       | Antal Kiss           | 1:32:42,4 |       |
| 7       | Peter Fullager       | 1:33:02,4 |       |
| 8       | Henri Delerue        | 1:33:41,2 |       |
| 9       | Ron Wallwork         | 1:34:38,0 |       |
| 10      | János Dalmati        | 1:34:42,6 |       |
| 11      | Karl-Heinz Pape      | 1:34:48,0 |       |
| 12      | Charles Sowa         | 1:34:50,0 |       |
| 13      | John Webb            | 1:34:52,0 |       |
| 14      | Nicola de Vito       | 1:37:07,6 |       |
| 15      | Stefan Ingvarsson    | 1:38:39,0 |       |
| 16      | Andrzej Czapliński   | 1:40:41,0 |       |
| 17      | Edmund Paziewski     | 1:40:56,0 |       |
| 18      | Göte Nygren          | 1:41:22,0 |       |
| 19      | Lennart Larsson      | 1:42:20,0 |       |
| 20      | Sadik Demiraj        | 1:45:33,0 |       |
| –       | Alexandr Bílek       | DNF       |       |
| –       | István Göri          | DNF       |       |
| –       | Eugeniusz Ornoch     | DNF       |       |
| –       | Jacques Arnoux       | DQ        |       |
| –       | Dymityr Georgiew     | DQ        |       |
| –       | Hans-Georg Reimann   | DQ        |       |
| –       | Stanimir Stojkow     | DQ        |       |